# Мальков Олександр Олександрович
Олекса́ндр Олекса́ндрович Малько́в — полковник Збройних сил України.

## З життєпису
Станом на 2018 рік — начальник штабу — перший заступник командира частини, 11-та окрема бригада армійської авіації.

## Нагороди та вшанування
- Указом Президента України № 741/2019 від 10 жовтня 2019 року за «особисту мужність і самовіддані дії, виявлені у захисті державного суверенітету та територіальної цілісності України» нагороджений орденом Данила Галицького[2]